# Тасера (Комо)
Тасера је насеље у Италији у округу Комо, региону Ломбардија.
Према процени из 2011. у насељу је живело 79 становника. Насеље се налази на надморској висини од 334 м.